# 纳斯达克以色列指数
纳斯达克以色列指数(英语：NASDAQ Israel Index) 旨在追踪在美国上市，在以色列注册的公司的表现。指数是强大的指标，投资者可跟踪以色列公司在制造业、农业和高科技的广泛领域取得了非凡的成就表现。在该指数的公司都起到了在以色列的影响力不断增强在全球经济的关键部门的作用中的关键部分。